# Будинок з'їзду мирових посередників (Хмельницький)
Будинок з'їзду мирових посередників — (місто Хмельницький, вулиця Проскурівського підпілля, 32) адміністративний будинок кінця XIX століття. Пам'ятка архітектури місцевого значення.

## Історія
Побудований у 1890-х рр. домовласником, дворянином Л. Дєрєвоєдом (мав ще прибутковий будинок, див. вул. Проскурівська, 13). Наприкінці XIX — початку XX ст. у будинку розміщувався З'їзд мирових посередників Проскурівського повіту. З радянських часів донині — адміністративний будинок. Зараз тут розміщується управління соціального захисту Хмельницької міської ради.

## Архітектура
Споруда — цікавий зразок адміністративного будинку кінця XIX століття. Будинок двоповерховий, цегляний, тинькований, у плані Т-подібний, північним наріжжям виходить на вул. Подільську. Оздоблений у стилі класицизму, на цегляному пофарбованому тлі фасадів білим кольором виділені деталі декору: руст першого поверху, підвіконні ніші та трикутні сандрики вікон другого поверху, геометричний орнамент фризу. Бічний ризаліт на і головному фасаді надає асиметричного характеру загальній композиції споруди. Ризаліт на рівні другого поверху виокремлюється двома пілястрами та увінчується високим аркоподібним аттиком.